# Big Pimpin'
Big Pimpin' è una canzone del rapper statunitense Jay-Z estratta come quinto e ultimo singolo dall' album Vol. 3... Life and Times of S. Carter e pubblicata nel 2000, sotto la diretta produzione di Timbaland. Vagamente basata intorno all'omonimo grande successo dei Tha Dogg Pound pubblicato nel 1997, presenta come ospiti il gruppo Southern hip hop UGK.

## Storia
Timbaland per creare Big Pimpin' campionò Khosara Khosara, pezzo composto da Baligh Hamdi nella prima metà del ventesimo secolo e registrato dal gruppo egiziano Abdel Halim Hafez. Il campionamento è stato preso dalla versione del brano arrangiata ed eseguita da Hossam Ramzy, successivamente pubblicata nella raccolta The Best of Bellydance from Egypt, Lebanon, Turkey, contenente composizioni che con il tempo vennero campionate dal rapper per la traccia di Petey Pablo Raise Up. 
Nel 2007, la canzone fu vittima di varie controversie quando il co-detentore del copyright di Khosara Khosara, Osama Ahmed Fahmy intentò una causa al Los Angeles Federal Court affermando che Timbaland avesse illegalmente replicato il brano egiziano nota per nota. La querela non risparmiò poi lo stesso Jay-Z, i Linkin Park (che miscelarono nel 2004 Big Pimpin' con Papercut nell'EP collaborativo Collision Course) e l'EMI Music Inc.
Questa ultima azione legale si risolse nel mese di agosto con la decisione di un giudice della California di respingere tutte le accuse di Achab Joseph NAFAL. Questa scelta fu anche ampiamente appoggiata dagli avvocati della EMI Records che sostennero che il copyright, essendo vecchio più di cinquant'anni, non aveva più la stessa valenza e quindi completamente trascurabile. La legge in questione è il Copyright Act 1909.
La rivista Rolling Stone la classica al sedicesimo posto delle migliori canzoni hip hop di tutti i tempi.

## Successo
Big Pimpin' fu il più grande singolo di successo di Jay-Z proveniente dal suo quarto album. Infatti arrivò al numero 18 della Billboard Hot 100 e al primo della "Rhythmic Top 40 chart". Nel 2010, è stato aggiunto al posto 467 della riedizione della classifica delle 500 migliori canzoni di tutti i tempi redatta dalla rivista inglese Rolling Stone. Nonostante le prestazioni del pezzo, il rapper ha poi rivelato che si era molto rammaricato del fatto che il testo fosse troppo scurrile, sostenendo che <<Alcuni [versi] diventano veramente profondi quando li vedi per iscritto. Questo non riguarda Big Pimpin. Questo è l'eccezione. Era come, non potevo credere di avere detto tutte quelle cose. E tenuto a dirle. Che razza di animale potrebbe dire questo genere di cose? La lettura è stata veramente dura.>> Katy Perry covered the song during her 2011/12 California Dreams Tour. The cast of The Big Bang Theory made a flashmob during the live taping of an episode, featuring the song as well as others.

## Videoclip
Il videoclip di Big Pimpin', diretto da Hype Williams, fu girato a Trinidad durante il carnivale e mostra Jay-Z con gli UGK che sopra un carro dona denaro alla folla circostante. Questa sequenza è poi alternata con un'altra in cui si vede il gruppo di musicisti fare una festa su di uno yacht.

## Posizione in classifica

### Classifica
| Classifica (2000)                               | Posizione |
| ----------------------------------------------- | --------- |
| U.S. Billboard Hot 100                          | 18        |
| U.S. Billboard Hot R&B/Hip-Hop Singles & Tracks | 6         |
| U.S. Billboard Rhythmic Top 40                  | 1         |
| U.S. Billboard Hot Rap Singles                  | 9         |
| Official Singles Chart                          | 23        |

### Classifica di fine anno
| Classifica (2000)      | Posizione |
| ---------------------- | --------- |
| U.S. Billboard Hot 100 | 31        |

## Lista delle tracce

### CD
1. Big Pimpin' (Radio Edit)
2. Watch Me (LP Version)
3. Big Pimpin' (Instrumental)
4. Big Pimpin' (Video)

### Vinile

#### A-side
1. Big Pimpin' (Album Version) - 4:05
2. Big Pimpin' (song about Ian) - 5:43

#### B-side
1. Watch Me (LP Version) - 4:34
2. Big Pimpin' (Instrumental) - 4:57

## Curiosità
- Il videoclip per i Lonely Island I'm on a Boat è una parodia a quello di Big Pimpin'.[10]